# Hi-Ten Bomberman
Hi-Ten Bomberman es un videojuego de acción y laberintos de 1993 desarrollado y exhibido por primera vez por Hudson Soft en sus eventos Super Caravan en Japón. Es una entrega de la franquicia Bomberman exclusivamente multijugador, con una capacidad de hasta diez jugadores, y fuertemente considerada por muchos como el primer juego comercial creado para televisores de alta definición, y la base para Saturn Bomberman, pero nunca fue lanzada para el público general.

## Jugabilidad
Hi-Ten Bomberman es un juego de acción y laberintos únicamente multijugador que se asemeja a otros juegos de la franquicia Bomberman, con soporte de hasta diez jugadores, asignándose a cada uno un Bomberman de color distinto dependiendo de qué puerto de control se utilice, mientras se emplea una pantalla HDTV para mostrar el vasto campo de juego. El objetivo principal es derrotar a todos los oponentes participantes colocando bombas, mientras que destruir los bloques puede revelar ítems útiles como bombas extras, incrementadores de rango de explosión, y otros más.
Existen cinco modos de juego diferentes para elegir en la pantalla principal:
- Battle Royale, como el nombre implica, es un modo deathmatch entre diez jugadores en el cual gana el último Bomberman de pie.
- Batalla de 2 Grupos es un modo multijugador en el que dos equipos de cinco jugadores se enfrentan entre sí.
- Batalla de 3 Grupos es un modo de batalla solo para nueve jugadores en donde tres equipos de tres se enfrentan entre sí.
- Batalla de 5 Grupos es un modo multijugador cooperativo donde cinco equipos de dos jugadores se enfrentan para convertirse en el equipo ganador.
- 1 VS 9 es un modo de diez jugadores en el cual un jugador se enfrenta a un equipo de nueve.

## Historia
Hi-Ten Bomberman fue concebido por Katsuhiro Nozawa, quien trabajó previamente en varios títulos de Hudson Soft como Star Soldier y J.J. & Jeff. El juego corría en una combinación de dos PC Engines como hardware básico con controles junto con un circuito impreso personalizado apodado Iron Man, el cual más tarde se convirtió en la base para la PC-FX pero no hubo planes para un lanzamiento hogareño de la plataforma. Entre cinco y diez unidades fueron producidas y cada una costó alrededor de JP¥2 000 000. En una entrevista con Gamasutra, el exejecutivo de Hudson Soft Takahashi Meijin afirmó que la razón por la que la compañía desarrolló el proyecto se debió a que NHK quiso impulsar el mercado de las HDTV en Japón en aquel entonces, y la relación de aspecto expandida de 16:9 le permitió al equipo tener diez jugadores en pantalla, pero requirió escribir una tecnología personalizada para lograr eso.
Hi-Ten Bomberman fue exhibido por primera vez a los invitados del evento Super Caravan de 1993 organizado por Hudson Soft y fue visto de manera jugable por última vez en Studio Park en el NHK Broadcasting Center en agosto de 1997 en Japón, donde estuvo disponible para jugar al público general Ha sido ampliamente acreditado por revistas de videojuegos y otros puntos de venta dedicados como el primer juego comercial creado para pantallas anchas, aunque Homerun Contest de Namco de 1988 lo haya precedido cinco años atrás. A pesar de haber sido exhibido solo en Japón, Hudson Soft tuvo planes para exhibir el juego en otras regiones, pero nunca sucedió por razones desconocidas. En 1994, una versión actualizada de Hi-Ten Bomberman titulada Hi-Ten Chara Bomb fue exhibida por primera vez por Hudson Soft a los invitados del evento Super Caravan de ese año, esta versión tenía una arena más grande e introdujo personajes seleccionables, la mayoría provenientes de otras franquicias de Hudson como Bonk, Far East of Eden, Milon's Secret Castle y Momotaro Densetsu.

## Recepción y legado
Tanto Edge como Next Generation aclamaron a Hi-Ten Bomberman por la jugabilidad y el logro técnico. Olivier Prezeau de la revista francesa Joystick consideró a la versión Hi-Ten Chara Bomb impresionante por su pantalla con relación de aspecto de 16:9. El juego ha sido considerado la base de Saturn Bomberman. En 2019, múltiples discos que contienen datos del título han sido encontrados por Takahashi Meijin.